# Wgryzoń świerkowiec
Wgryzoń świerkowiec (Cryphalus abietis) – gatunek owada z rzędu chrząszczy.
Rójka
Przebiega w marcu do kwietnia i od lipca do sierpnia, w górach tylko pierwsza rójka. Charakterystycznym podczas rójki jest latanie wgryzoni w górę i w dół przy opanowywanym drzewie.
Wygląd
Larwa beznoga (jak u wszystkich kornikowatych), barwy białej, z jasno-brunatną głową. Poczwarka typu wolnego, barwy kremowej; kolebka poczwarkowa w korze. Imago podobne do wgryzonia jodłowca. Przedplecze wypukłe, w przedniej części pokryte kolisto ułożonymi garbkami, pokryte woskami, drobno punktowane. Pokrywy z rzędami wąskimi, lecz wyraźnymi, w nasadowej części bardziej wklęsłymi. Międzyrzędy szerokie, gęsto pokryte łuseczkami oraz włoskami widocznymi tylko z profilu. W odróżnieniu od wgryzonia jodłowca w tylnej części pokryw brak jest długich szczecinek. Wielkość: 1,1-1,8 mm, krępy, owalny, walcowaty ciemnoszary do brunatnoczarnego, połyskujący.
Występowanie
Od Maroka przez południową i środkową Europę po Wielką Brytanię, Danię i południe Fennoskadii na północy oraz Syberię i Japonię na wschodzie. W Polsce pospolity w zasięgu występowania świerka.
Pokarm
Żeruje głównie w korze: świerków, jodeł, rzadko innych iglastych.
Znaczenie
W zaniedbanych drzewostanach, zwłaszcza w młodszych klasach wieku może powodować silne obumieranie świerków. Często występuje w towarzystwie innych korników (w tym m.in. drukarza).